# Линдхольм, Тобиас
Тобиас Линдхольм (дат. Tobias Lindholm, род. 5 июля 1977) — датский кинорежиссёр и сценарист.
В 2010 году он дебютировал в качестве сценариста в фильме Томаса Винтерберга «Субмарино», а позже в том же году состоялся его режиссерский дебют в тюремной драме «Р».

## Избранная фильмография
Режиссёр
- 2010 — Р
- 2012 — Заложники
- 2015 — Война
- 2020 — Расследование
- 2022 — Добрый медбрат

Сценарист
- 2010 — Правительство
- 2010 — Субмарино
- 2012 — Охота
- 2013 — Час рыси
- 2016 — Коммуна
- 2020 — Ещё по одной